# Arturo Pessina
Arturo Pessina, pseudonimo di Giacomo Arturo Pessina (Garlasco, 1858 – Torino, 1926), è stato un baritono italiano.

## Biografia
Il percorso di studi di Arturo Pessina e del suo perfezionamento dell'arte canora culminò con gli insegnamenti del maestro Ferretti.
Esordì a Genova all'età di 23 anni nell'opera di Gaetano Donizetti intitolata Lucia di Lammermoor, in tre atti e su libretto di Salvadore Cammarano, tratto da The Bride of Lammermoor, romanzo storico di Walter Scott.
Dopo aver ottenuto un buon successo, grazie alle sue doti di raffinato fraseggiatore e per il suo stile impeccabile, si esibì un po' in tutta l'Europa.
Se la sua prima fase di carriera si caratterizzò per la sua vicinanza ai lavori di Giuseppe Verdi e Donizetti, nel suo secondo periodo artistico si dedicò alle opere veriste e a quelle di Richard Wagner.
Tra le opere wagneriane, si ricordano La Valchiria, il secondo dei quattro drammi musicali che costituiscono la tetralogia L'anello del Nibelungo, nella quale Pessina si mise in evidenza nel personaggio di Wotan.
Dopo aver abbandonato il palcoscenico e terminato di cantare in pubblico nei teatri, Pessina si dedicò all'insegnamento.